# Masakr v Oděse

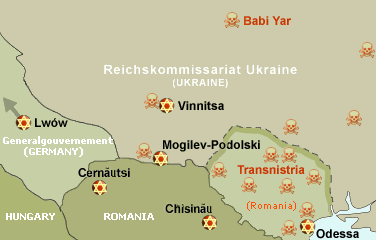
Mapa holocaustu na Ukrajině. Ghetto v Oděse je označeno zlato-červenou hvězdou. Masakry v Podněstří jsou označeny červenými lebkami.

Masakr v Oděse bylo vyhlazování Židů v Oděse a okolních městech v Podněstří během podzimu 1941 a zimy 1942. Šlo o série masakrů a vražd během holokaustu spáchaných rumunskými silami pod německou kontrolou. V závislosti na definici to může odkazovat jak na události 22. - 24. října 1941, kdy bylo zastřeleno nebo zaživa upáleno něco mezi 25 000 – 34 000 Židy, tak i k vraždám více než 100 000 ukrajinských Židů, které byly spáchány ve městě a v oblastech mezi řekami Dněstr a Bug během rumunské a německé okupace.

## Předmasakrem
Před válkou měla Oděsa vysokou židovskou populaci přibližně 180 000, což bylo 30 % z celkového počtu. Od té doby, co Rumuni ovládli město, zůstalo ve městě 80 000 – 90 000 Židů, ostatní uprchli nebo byli evakuováni Sověty. Jak nastaly masakry, Židé z okolních vesnic byli soustředěni v Oděse a v rumunských koncentračních táborech v okolních oblastech.
16. října se Němci a Rumuni zmocnili Oděsy. 22. října v rumunské centrále opožděně vybuchla sovětská bomba, která zabila 67 lidí včetně generála Glogojeanu, rumunského velitele, 16 dalších rumunských úředníků a 4 německé námořní důstojníky.

## Masakry 22. - 24. října

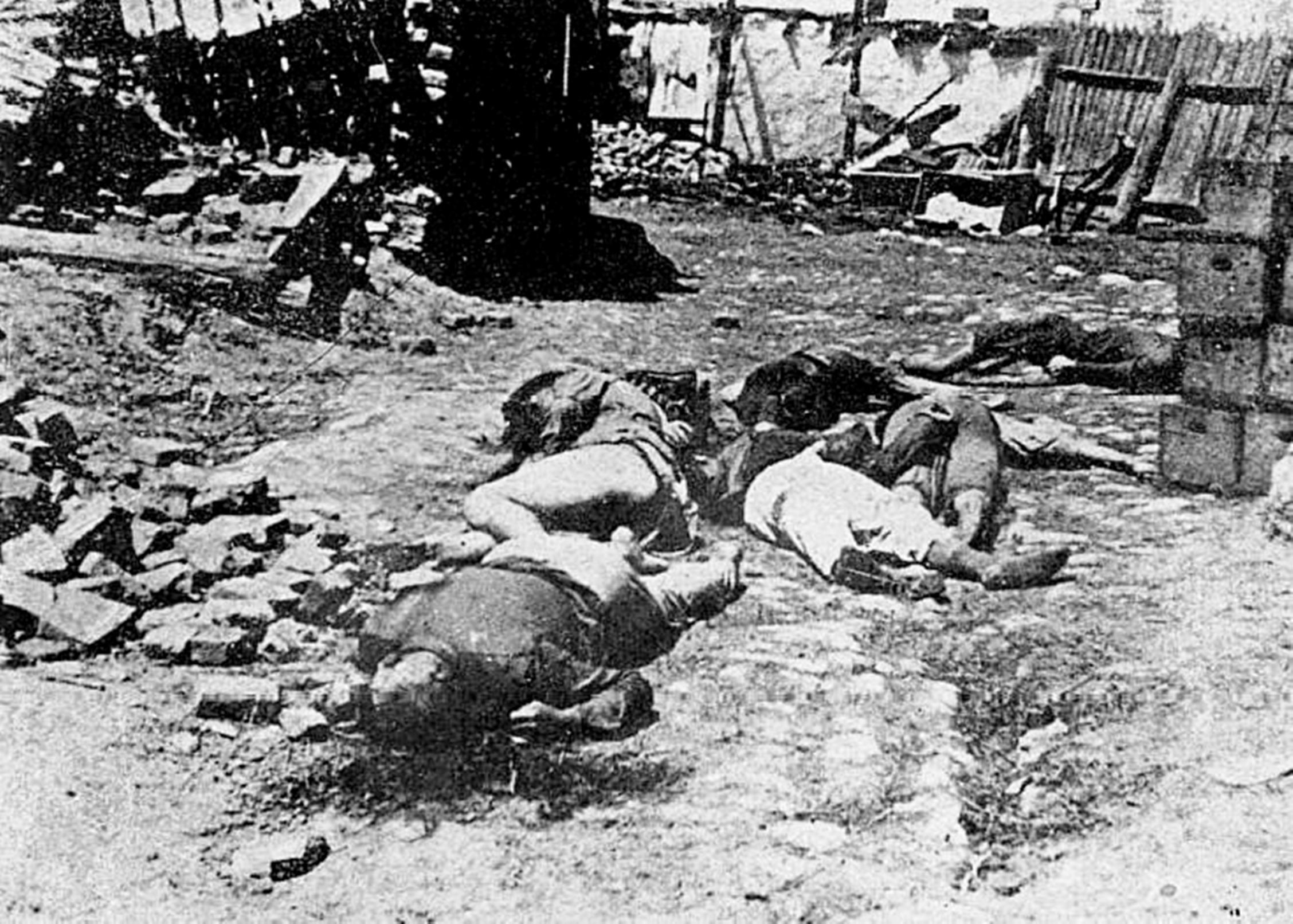
Následky masakru v Oděse: Židovští deportovaní mrtví v Brizule (nyní Podilsk).

Židé a komunisté byli obviňováni z výbuchu bomby, a tak rumunské jednotky již tentýž večer začaly s odvetami. V poledne následujícího dne, 23. října, bylo zadrženo a zastřeleno 5 000 civilistů, většina Židů. 23. října ráno bylo přes 19 000 Židů svoláno na náměstí blízko přístavu, postříkáno benzínem a spáleno zaživa.
Odpoledne bylo přes 20 000 obyvatel vedeno ve velkém zástupu pryč z města směrem k obci Dalnik. Když dorazili do Dalniku, byli svázáni do skupin o 40 – 50 lidech, vhozeni do protitankového příkopu a zastřeleni. Když Rumunům vzrostly obavy, že by zabíjení mohlo trvat moc dlouho, přestěhovali zbytek Židů do čtyř velkých skladů, ve kterých vytvořili díry pro kulomety. Dveře byly zamčené a vojáci stříleli do budov. Ve snaze zajistit, aby byli všichni uvnitř budov opravdu mrtví, v 17:00 následujícího dne zapálili tři budovy, ve kterých byly převážně ženy a děti. Ti, kdo se pokusili utéct okny nebo dírami ve střechách, byli zastřeleni nebo se střetli s ručními granáty. 25. října byla odstřelena čtvrtá budova, která byla plná mužů. Tyto masakry byly provedeny na příkazy Lieutenant-Colonel Nicolae Deleanu a Lieutenant-Colonel C.D. Nicolescu. Němečtí vojáci se také účastnili střelby.
Kolem 35 000 – 40 000 zbylých Židů bylo přesunuto do ghetta na předměstí Slobodky, kde byla zničena většina budov. Židé strávili venku 10 dní (25. října – 3. listopadu), spousta z nich umrzla.

## Další masakry Židů Oděsy
28. října byl zahájen další masakr, kdy bylo 4 000 – 5 000 Židů hnáno do stájí a zastřeleno. Do konce prosince bylo zabito 50 000 Židů z koncentračního tábora Bogdanovka. Dalších 10 000 Židů se účastnilo pochodu smrti do třech koncentračních táborů blízko Golty: Bogdanovka, Domanovka a Acmecetca. Ti, kteří cestu přežili, byli o dva měsíce později zavražděni spolu s desítkami tisíc dalších Židů, kteří byli do těchto táborů přivedeni ze severního Podněstří a Besarábie.
V lednu 1942 skončilo vyhlazování zabitím těch, kteří zůstali ve Slobodce. Od 12. - 23. ledna bylo posledních 19 582 Židů deportováno v dobytčích vozech do Berezovky, odkud byli převezeni do koncentračních kempů v Goltě. Do 18 měsíců téměř všichni zemřeli.

## Vymezení holocaustu vOděse
I když tyto skutečnosti nejsou historiky zpochybňovány, vs.; některé záznamy se často velmi liší v číslech částečně kvůli rozdílným definicím toho, co představují masakry v Oděse ve srovnání s jinými akty genocidy v Podněstří prováděných Rumuny, Němci a jejich spojenci (včetně místních ukrajinských úřadů).
Oficiální zpráva o rumunské roli v holokaustu uvádí, že ve městě Oděsa od 18. října 1941 do poloviny března 1942 zavraždila rumunské armáda podporovaná místními orgány až 25 000 Židů a deportovala 35 000 Židů, kteří byli později zabiti. Zpráva také popisuje 50 000 Židů zabitých v Bognanovce a o desítky tisíc více v Goltě a okolních oblastech. Židovská virtuální knihovna uvádí 34 000 Židů zavražděných během 22. - 25. října. Muzeum holocaustu v USA dochází k závěru, že „rumunské a německé síly zabily v Oděse téměř 100 000 Židů během okupace města.“ Jiné zdroje uvádí, že v Podněstří bylo zabito 115 000 Židů a 15 000 Romů.